# 684
684(육백팔십사)는 683보다 크고 685보다 작은 자연수다.

## 수학
- 합성수로, 그 약수는 총 18개다. (1, 2, 3, 4, 6, 9, 12, 18, 19, 36, 38, 57, 76, 114, 171, 228, 342, 684)
  - 684의 진약수의 합은 1136이므로, 684는 과잉수다.
- {\displaystyle 684=7^{2}+11^{2}+13^{2}+17^{2}}
  - 연속하는 네 소수(素數)의 제곱합으로 나타낼 수 있으며, 이 성질을 지닌 앞의 수는 364, 다음 수는 940이다.
- {\displaystyle 684=5^{3}+6^{3}+7^{3}}
  - 연속하는 세 자연수의 세제곱합으로 나타낼 수 있으며, 이 성질을 지닌 앞의 수는 405, 다음 수는 1071이다.

## 과학
- NGC 684(영어판): 삼각형자리 방향에 있는 나선은하.
- 684 힐트부르크(영어판): 소행성.

## 교통

### 항공
- 말레이시아 항공 684편 착륙 사고(영어판)

### 도로
- 주간고속도로 제684호선(영어판): 미국의 주간고속도로.

## 군사
- 684부대: 과거 존재한 대한민국 공군의 북파공작 부대.

## 문화유산
- 대한민국의 보물 제684호: 예천 용문사 윤장대 (해제)[a]

## 기타
- 연도: 684년, 기원전 684년